# Tinomatik
Constantino Ortiz (1 de abril de 1981, Ciudad de Panamá, Panamá) más conocido como Tinomatik, es un Actor, Locuror, Guionista y Creador de contenido panameño. es embajador de reconocidas marcas a nivel mundial.

## Carrera
En 2004 empezó a trabajar en 40 principales  YXY, Radio Mix como Gerente de Mercadeo  luego  en  Máxima Panamá como locutor en el programa el pollo,  en el 2015 actuó en la serie de televisión de Telemetro Los Brownies  y en la serie web las aventuras de un bien Cuidao como Cachete, en el 2016 participó en C7 VIP en el equipo amarillo y desde marzo de 2016 es presentador del programa El After
Actualmente presenta el Programa Throwback por Rock & Pop , creativo de más de  el 30% de la publicidad radial en Panamá. Colabora con publicitarias para contenido en redes . Este reconocido creador de Contenido Panameño  fue nombrado en 2019 como una de las personas más influyentes en Panamá. Embajador de grande marcas como Hyundai , Gac Motor ,Puma , Samsung , Honor , Huawei, Gshock entre otras.
Su frase favorita :Sígueme como @Tinomatik con k al final

## Filmografía
- Cine

| Año  | Género        | Título                          | Personaje   | Notas            |
| ---- | ------------- | ------------------------------- | ----------- | ---------------- |
| 2018 | Película      | Sin Pepitas en la Lengua        | Constructor | Actor            |
| 2017 | Película      | Bad Cat                         | Rata        | Actor de doblaje |
| 2016 | Telerrealidad | C7 VIP                          |             | [ 3 ]            |
| 2015 | Serie digital | Las Aventuras de un Bien Cuidao | Cachete     | Actor            |
| 2015 | Serie TV      | Los Brownies                    | Cachete     | Actor            |

- Televisión

| Año       | Título         | Personaje        | Notas                 |
| --------- | -------------- | ---------------- | --------------------- |
|           |                |                  |                       |
| 2016-2017 | El After       | El Mismo/Cachete | Presentador           |
| 2017      | Calle 7 Panamá | El Mismo         | Competidor Invitado   |
| 2018      | Tu Mañana      | El Mismo         | Invitado, 2 capítulos |